# Порт-Тауфик
Порт-Тауфи́к (араб. بورتوفيق‎) — район города Суэц на северо-востоке Египта. Расположен у южного входа в Суэцкий канал, на восточной стороне гавани Порт-Ибрахим Суэцкой бухты в северной части Суэцкого залива.
Связан с Суэцом песчаной косой шириной 50 метров и длиной 500 метров. Здесь находятся портовые сооружения. Является самым фешенебельным жилым районом города Суэц. Здесь среди зелени, садов и пальм построены особняки, виллы, кафе, ночные клубы. Является местом отдыха моряков, ожидающих формирование караванов для прохождения по Суэцкому каналу. Туристов привлекает в Порт-Тауфик вид на Суэцкий канал.
После начала Шестидневной войны 5 июня 1967 года Порт-Тауфик был покинут жителями. 9 июля 1969 года египетские коммандос после артобстрела совершили вылазку из Порт-Тауфика на резиновых лодках на израильскую сторону. Ответом стала Операция «Страсть-6» 19 июля, когда израильские морские коммандос совершили рейд на расположенный юго-западнее Порт-Тауфика маленький искусственный остров Грин-Айленд. В ходе Войны Судного дня («Октябрьской войны») 1973 года в районе Суэца развернулись особенно ожесточённые бои. Оказавшийся на переднем крае фронта Порт-Тауфик был разрушен израильской авиацией и артиллерией.